# Лодзь-Хойни
Лодзь Хойни (пол. Łódź Chojny) — залізнична станція в Лодзі, Польща, розташована в районі Гурна. Будучи важливою частиною кільцевої лінії, обслуговує рух між станціями Лодзь Каліска та Лодзь Відзев, а з 2011 року обслуговує більшість поїздів PKP Intercity, що проходять через Лодзь, переважно між Варшавою та Вроцлавом.

## Історія
Станцію було відкрито вздовж кільцевої лінії, що пролягає від станції Відзев до Лодзь-Каліска, у 1903 році. Спочатку вона обслуговувала як пасажирські, так і вантажні поїзди. У 1906 році її було включено до складу міста Лодзь разом із поселенням Хойни, яке обслуговувала станція. Під час Першої світової війни ширину колії було змінено з 1524 мм. року до 1435 мм. У 1941 році станція отримала сполучення з вантажною станцією Лодзь Олехув. Електрифікація станції відбулася в 1958 році.
У 20 столітті, аж до 1990-х років, станція була зупинковим пунктом для міжнародних маршрутів: Варшава — Париж та Прага — Москва. У 2002 році станцію було виключено з пасажирських перевезень, обслуговуючи лише вантажні поїзди.
Станцію було знову відкрито для пасажирів у 2011 році у зв'язку із закриттям та генеральною реконструкцією станції Лодзь-Фабрична. Між 2011 і 2015 роками будівлю станції було відремонтовано. З 2015 року станція є одним із важливих елементів Лодзької столичної залізниці.